# Pogonia ophioglossoides
Pogonia ophioglossoides là một loài thực vật có hoa trong họ Lan. Loài này được (L.) Ker Gawl. miêu tả khoa học lần đầu tiên năm 1816.

## Hình ảnh

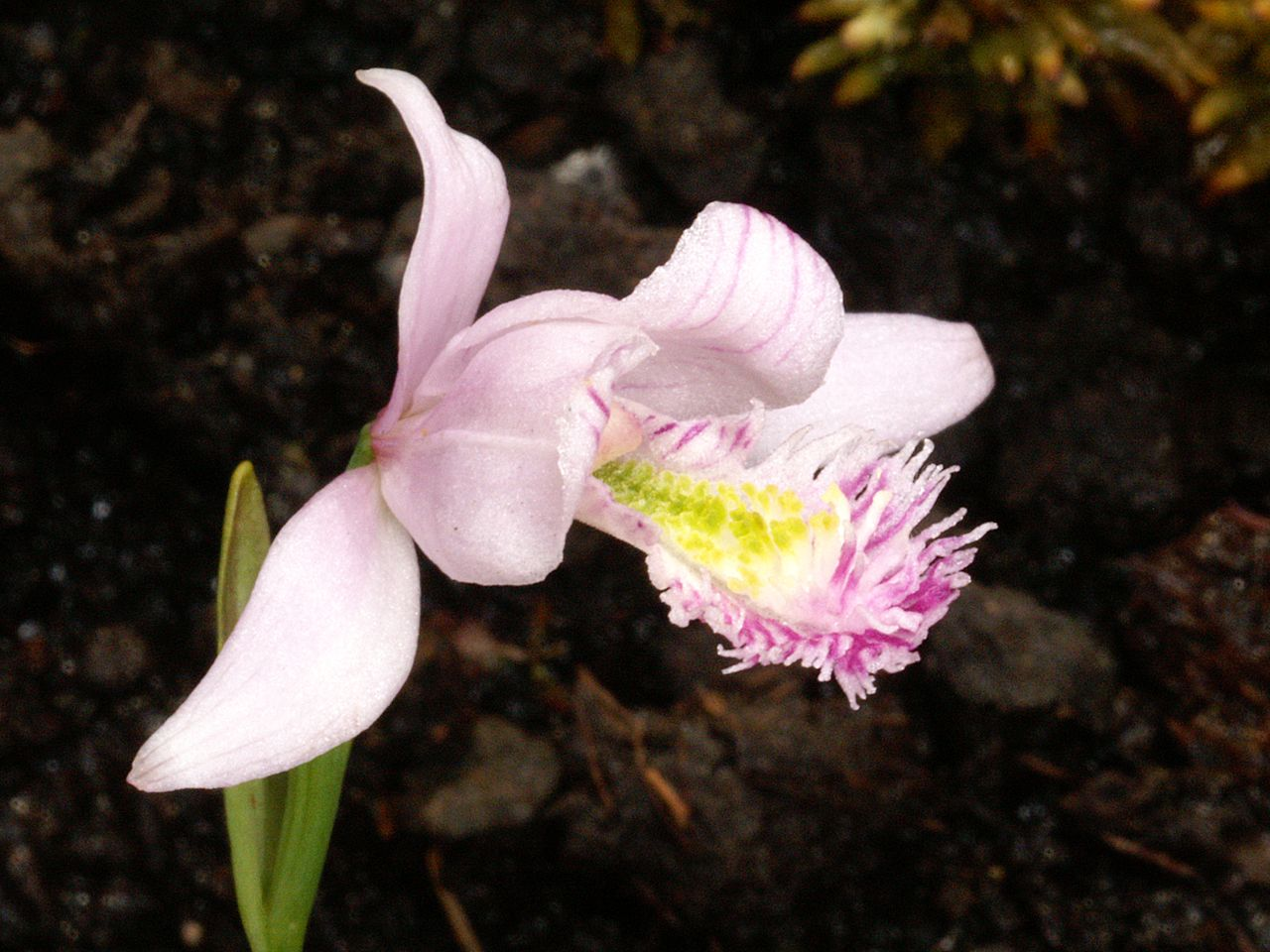
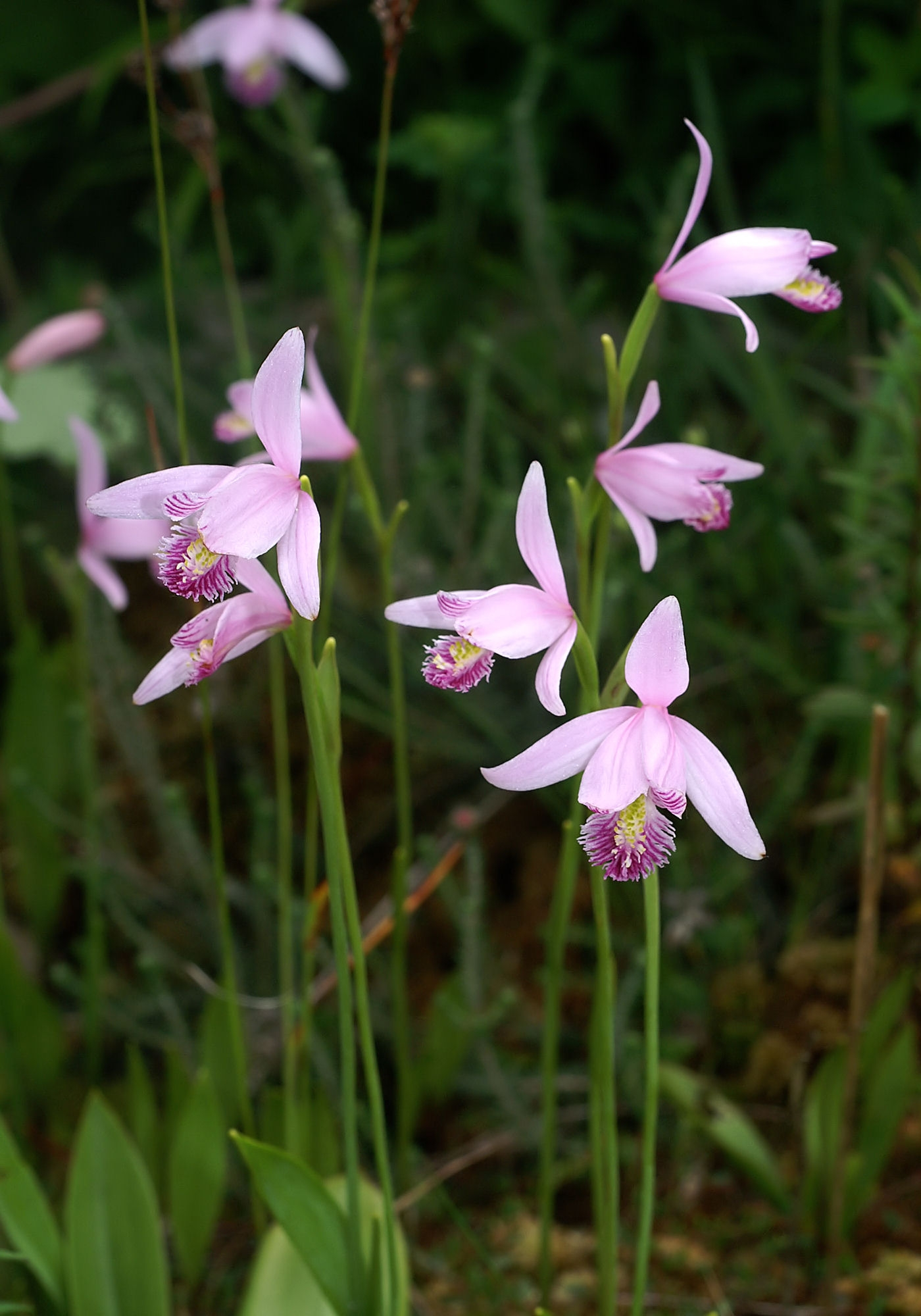
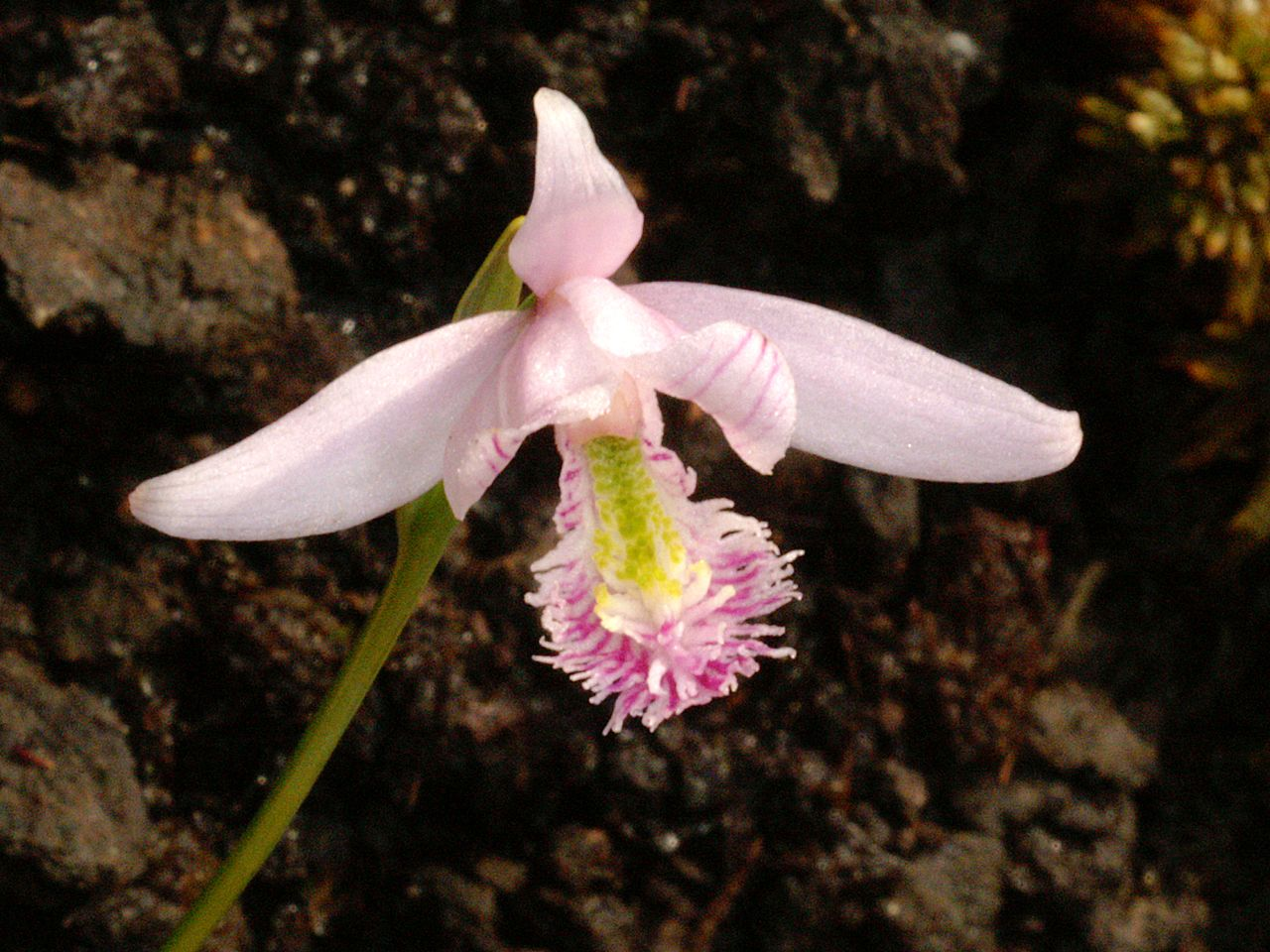
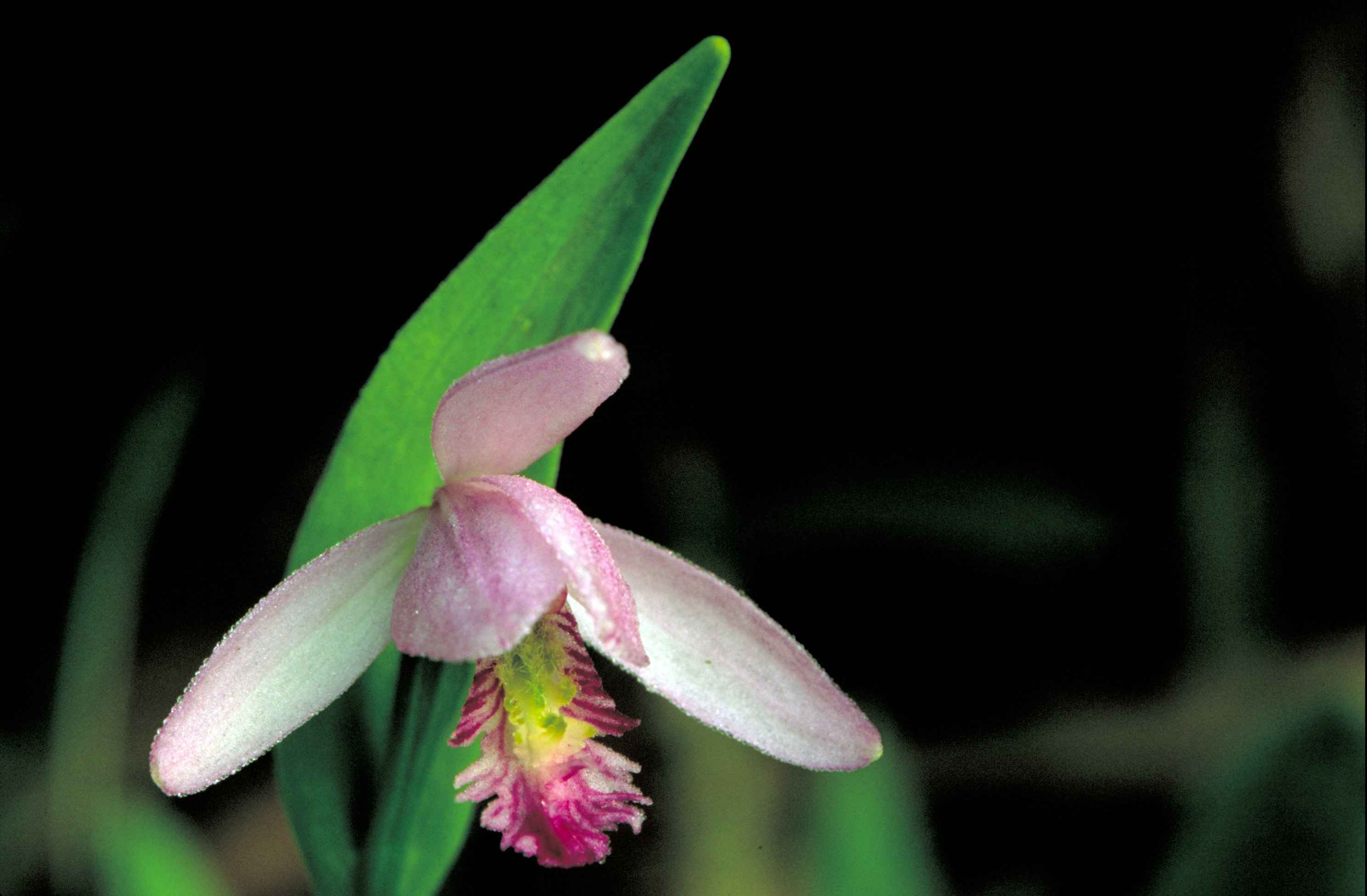